# Partecipanti al Tour de France 1977
Elenco dei partecipanti al Tour de France 1977.
Il Tour de France 1977 fu la sessantaquattresima edizione della corsa. Alla competizione presero parte 10 squadre composte rispettivamente da dieci corridori, per un totale di 100 ciclisti. La corsa partì il 30 giugno da Fleurance e terminò il 24 luglio sugli Champs-Élysées, a Parigi.

## Ciclisti partenti
| Legenda | Legenda                                               |
| ------- | ----------------------------------------------------- |
| Dorsale | Numero assegnato alla partenza della corsa            |
| Pos.    | Posizione finale al Tour de France 1977               |
| R       | Denota i ciclisti che si sono ritirati                |
| NP      | Denota i ciclisti che non sono partiti                |
| FTM     | Denota i ciclisti che sono andati fuori tempo massimo |

| N.  | Ciclista                  | Nazionalità    | Squadra                 | Pos.    |
| --- | ------------------------- | -------------- | ----------------------- | ------- |
| 1   | Lucien Van Impe           | Belgio         | Lejeune-BP              | 3º      |
| 2   | Pierre Bazzo              | Francia        | Lejeune-BP              | R 10ª   |
| 3   | Ferdinand Bracke          | Belgio         | Lejeune-BP              | FTM 17ª |
| 4   | René Dillen               | Belgio         | Lejeune-BP              | FTM 17ª |
| 5   | Antoine Gutierrez         | Francia        | Lejeune-BP              | FTM 17ª |
| 6   | Ferdinand Julien          | Francia        | Lejeune-BP              | 21º     |
| 7   | Michel Le Denmat          | Francia        | Lejeune-BP              | 43º     |
| 8   | Roger Legeay              | Francia        | Lejeune-BP              | 37º     |
| 9   | Eugène Plet               | Francia        | Lejeune-BP              | 36º     |
| 10  | Roy Schuiten              | Paesi Bassi    | Lejeune-BP              | FTM 17ª |
| 11  | Joop Zoetemelk            | Paesi Bassi    | Miko-Mercier-Hutchinson | 8º      |
| 12  | Yvon Bertin               | Francia        | Miko-Mercier-Hutchinson | FTM 16ª |
| 13  | Raymond Delisle           | Francia        | Miko-Mercier-Hutchinson | 9º      |
| 14  | Barry Hoban               | Regno Unito    | Miko-Mercier-Hutchinson | 41º     |
| 15  | Maurice Le Guilloux       | Francia        | Miko-Mercier-Hutchinson | R 14ª   |
| 16  | Raymond Martin            | Francia        | Miko-Mercier-Hutchinson | 11º     |
| 17  | Patrick Perret            | Francia        | Miko-Mercier-Hutchinson | FTM 20ª |
| 18  | Charles Rouxel            | Francia        | Miko-Mercier-Hutchinson | FTM 17ª |
| 19  | Christian Seznec          | Francia        | Miko-Mercier-Hutchinson | 22º     |
| 20  | Bernard Vallet            | Francia        | Miko-Mercier-Hutchinson | 20º     |
| 21  | Bernard Thévenet          | Francia        | Peugeot-Esso-Michelin   | 1º      |
| 22  | Patrick Béon              | Francia        | Peugeot-Esso-Michelin   | FTM 17ª |
| 23  | Bernard Bourreau          | Francia        | Peugeot-Esso-Michelin   | 34º     |
| 24  | Jean-Pierre Danguillaume  | Francia        | Peugeot-Esso-Michelin   | 35º     |
| 25  | Régis Delépine            | Francia        | Peugeot-Esso-Michelin   | FTM 17ª |
| 26  | Jacques Esclassan         | Francia        | Peugeot-Esso-Michelin   | 27º     |
| 27  | Michel Laurent            | Francia        | Peugeot-Esso-Michelin   | 7º      |
| 28  | Régis Ovion               | Francia        | Peugeot-Esso-Michelin   | 24º     |
| 29  | Guy Sibille               | Francia        | Peugeot-Esso-Michelin   | 40º     |
| 30  | Georges Talbourdet        | Francia        | Peugeot-Esso-Michelin   | FTM 17ª |
| 31  | Francisco Galdós          | Spagna         | KAS-Campagnolo          | 4º      |
| 32  | Julián Andiano            | Spagna         | KAS-Campagnolo          | FTM 17ª |
| 33  | José Enrique Cima         | Spagna         | KAS-Campagnolo          | 33º     |
| 34  | Vicente López Carril      | Spagna         | KAS-Campagnolo          | 23º     |
| 35  | Enrique Martínez Heredia  | Spagna         | KAS-Campagnolo          | 18º     |
| 36  | José Martins              | Portogallo     | KAS-Campagnolo          | 16º     |
| 37  | Antonio Menéndez          | Spagna         | KAS-Campagnolo          | 45º     |
| 38  | José Nazabal              | Spagna         | KAS-Campagnolo          | NP 16ª  |
| 39  | José Pesarrodona          | Spagna         | KAS-Campagnolo          | R 2ª    |
| 40  | Sebastián Pozo            | Spagna         | KAS-Campagnolo          | R 18ª   |
| 41  | Luis Ocaña                | Spagna         | Frisol-Gazelle-Thirion  | 25º     |
| 42  | Fedor den Hertog          | Paesi Bassi    | Frisol-Gazelle-Thirion  | R 13ª   |
| 43  | Roger Loysch              | Belgio         | Frisol-Gazelle-Thirion  | 52º     |
| 44  | Jan Raas                  | Paesi Bassi    | Frisol-Gazelle-Thirion  | NP 15ª  |
| 45  | André Romero              | Francia        | Frisol-Gazelle-Thirion  | R 2ª    |
| 46  | Roger Rosiers             | Belgio         | Frisol-Gazelle-Thirion  | FTM 17ª |
| 47  | Benny Schepmans           | Belgio         | Frisol-Gazelle-Thirion  | R 10ª   |
| 48  | Theo Smit                 | Paesi Bassi    | Frisol-Gazelle-Thirion  | R 14ª   |
| 49  | Paul Wellens              | Belgio         | Frisol-Gazelle-Thirion  | 30º     |
| 50  | Wilfried Wesemael         | Belgio         | Frisol-Gazelle-Thirion  | FTM 17ª |
| 51  | Alain Meslet              | Francia        | Gitane-Campagnolo       | 10º     |
| 52  | Jacques Bossis            | Francia        | Gitane-Campagnolo       | FTM 17ª |
| 53  | Roland Berland            | Francia        | Gitane-Campagnolo       | 32º     |
| 54  | André Chalmel             | Francia        | Gitane-Campagnolo       | 42º     |
| 55  | Jean Chassang             | Francia        | Gitane-Campagnolo       | FTM 17ª |
| 56  | Robert Mintkiewicz        | Francia        | Gitane-Campagnolo       | FTM 15ª |
| 57  | Gérard Moneyron           | Francia        | Gitane-Campagnolo       | FTM 17ª |
| 58  | Bernard Quilfen           | Francia        | Gitane-Campagnolo       | FTM 17ª |
| 59  | Willy Teirlinck           | Belgio         | Gitane-Campagnolo       | FTM 17ª |
| 60  | Pierre-Raymond Villemiane | Francia        | Gitane-Campagnolo       | 15º     |
| 61  | Pedro Torres              | Spagna         | Teka                    | 19º     |
| 62  | Gonzalo Aja               | Spagna         | Teka                    | 14º     |
| 63  | Joaquim Agostinho         | Portogallo     | Teka                    | 13º     |
| 64  | Bernardo Alfonsel         | Spagna         | Teka                    | FTM 17ª |
| 65  | Luis Balague              | Spagna         | Teka                    | 50º     |
| 66  | Manuel Esparza            | Spagna         | Teka                    | R 5ª    |
| 67  | Andrés Gandarias          | Spagna         | Teka                    | 44º     |
| 68  | Carlos Melero             | Spagna         | Teka                    | FTM 17ª |
| 69  | Fernando Mendes           | Portogallo     | Teka                    | 28º     |
| 70  | Klaus-Peter Thaler        | Germania Ovest | Teka                    | FTM 17ª |
| 71  | Eddy Merckx               | Belgio         | Fiat France             | 6º      |
| 72  | Cees Bal                  | Paesi Bassi    | Fiat France             | 51º     |
| 73  | Robert Bouloux            | Francia        | Fiat France             | 49º     |
| 74  | Joseph Bruyère            | Belgio         | Fiat France             | R 22ª   |
| 75  | Ludo Delcroix             | Belgio         | Fiat France             | FTM 17ª |
| 76  | Jos Deschoenmaecker       | Belgio         | Fiat France             | 29º     |
| 77  | Jos Huysmans              | Belgio         | Fiat France             | 47º     |
| 78  | Edward Janssens           | Belgio         | Fiat France             | 17º     |
| 79  | Jean-Luc Molinéris        | Francia        | Fiat France             | FTM 17ª |
| 80  | Patrick Sercu             | Belgio         | Fiat France             | FTM 17ª |
| 81  | Hennie Kuiper             | Paesi Bassi    | TI-Raleigh              | 2º      |
| 82  | José De Cauwer            | Belgio         | TI-Raleigh              | 46º     |
| 83  | Gerben Karstens           | Paesi Bassi    | TI-Raleigh              | 53º     |
| 84  | Gerrie Knetemann          | Paesi Bassi    | TI-Raleigh              | 31º     |
| 85  | Henk Lubberding           | Paesi Bassi    | TI-Raleigh              | 26º     |
| 86  | Bill Nickson              | Regno Unito    | TI-Raleigh              | FTM 17ª |
| 87  | Bert Pronk                | Paesi Bassi    | TI-Raleigh              | 12º     |
| 88  | Dietrich Thurau           | Germania Ovest | TI-Raleigh              | 5º      |
| 89  | Aad van den Hoek          | Paesi Bassi    | TI-Raleigh              | FTM 17ª |
| 90  | Piet van Katwijk          | Paesi Bassi    | TI-Raleigh              | FTM 17ª |
| 91  | Rik Van Linden            | Belgio         | Bianchi-Campagnolo      | FTM 17ª |
| 92  | Luigi Castelletti         | Italia         | Bianchi-Campagnolo      | FTM 17ª |
| 93  | Giovanni Cavalcanti       | Italia         | Bianchi-Campagnolo      | 38º     |
| 94  | Willy In 't Ven           | Belgio         | Bianchi-Campagnolo      | FTM 17ª |
| 95  | Serge Parsani             | Italia         | Bianchi-Campagnolo      | FTM 17ª |
| 96  | Tullio Rossi              | Italia         | Bianchi-Campagnolo      | FTM 17ª |
| 97  | Giacinto Santambrogio     | Italia         | Bianchi-Campagnolo      | 39º     |
| 98  | Glauco Santoni            | Italia         | Bianchi-Campagnolo      | R 17ª   |
| 99  | Willy Singer              | Germania Ovest | Bianchi-Campagnolo      | 48º     |
| 100 | Alex Van Linden           | Belgio         | Bianchi-Campagnolo      | R 17ª   |

## Ciclisti per nazione
Le nazionalità rappresentate nella manifestazione sono 8; in tabella il numero dei ciclisti suddivisi per la propria nazione di appartenenza:
| Numero ciclisti | Nazione              |
| --------------- | -------------------- |
| 36              | Francia              |
| 20              | Belgio               |
| 17              | Spagna               |
| 13              | Paesi Bassi          |
| 6               | Italia               |
| 3               | Germania, Portogallo |
| 2               | Regno Unito          |